# Герард Давид
Герард Давид (хол. Gerard David) (рођен око 1460, у провинцији Утрехта. — умро 13. августа 1523, у Брижу, данас Белгија), био је фламански сликар и посљедњи мајстор школе из Брижа.
Скоро ништа није познато из његовог раног живота, мада је у његовом раном дјелу очигледан утицај Дирка Баутса и неких других фламаснких мајстора. Претпоставља се да је у Бриж стигао из Харлема, гдје је формирао свој стил као ученик сликара Алберта ван Оуватера (хол. Albert van Ouwater), савременика Ван Ајка. Прикључио се умјетничком Удружењу Светог Луке у Брижу у 1484. и постао његов декан 1501. године.
У свом раном раду слиједио је харлемску сликарску традицију коју представљају Ван Оуватер и Гертген тот Синт Јанс што је очигледно у његовим првим значајнијим дјелима као што су Прикивање Христа на крст (око 1480) и Рођење, мада се већ истиче као изврстан колориста. У Брижу је студирао дјела мајстора као што су Јан ван Ајк, Рохир ван дер Вејден и Хуго ван дер Хус, а такође је био под утицајем Ханса Мемлинга.